# Kanton Bondy
Der Kanton Bondy ist seit 1967 ein französischer Wahlkreis für die Wahl des Départementrats im Arrondissement Bobigny, im Département Seine-Saint-Denis und in der Region Île-de-France. Sein Bureau centralisateur befindet sich in Bondy. 

## Gemeinde
Der Kanton besteht aus drei Gemeinden und Gemeindeteilen mit insgesamt 78.678 Einwohnern (Stand: 1. Januar 2022) auf einer Gesamtfläche von 8,50 km²:
| Gemeinde                | Einwohner 1. Januar 2022 | Fläche km² | Dichte Einw./km² | Code INSEE | Postleitzahl |
| ----------------------- | ------------------------ | ---------- | ---------------- | ---------- | ------------ |
| Bobigny                 | 2.740                    | 0,11       | 24.909           | 93008      | 93000        |
| Bondy                   | 51.066                   | 5,47       | 9.336            | 93010      | 93140        |
| Les Pavillons-sous-Bois | 24.872                   | 2,92       | 8.518            | 93057      | 93320        |
| Kanton Bondy            | 78.678                   | 8,50       | 9.256            | 9306       | –            |

1. ↑   Nur der nordöstliche Teil der Gemeinde, der Rest gehört zum Kanton Bobigny.